# USB OTG

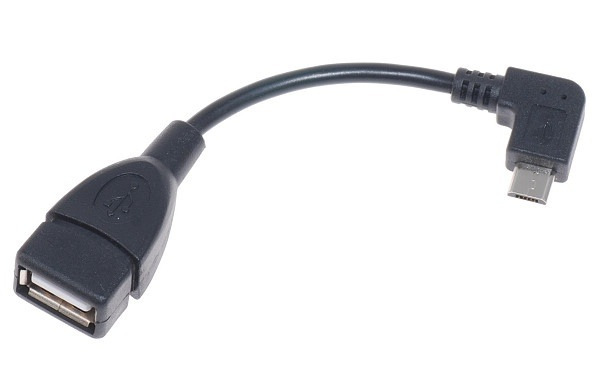
Redukce z micro USB na USB A často užívaná pro OTG

USB On-The-Go, zkracované na USB OTG nebo jen OTG, je normativní specifikace prvně použitá v roce 2001, která umožňuje zařízení s USB jako digitální zvukový přehrávač nebo mobilní telefon komunikovat jako hostitelské zařízení pro USB přístroje, jako paměť USB flash disk, digitální kamera, počítačová myš nebo klávesnice. Použití USB OTG ale dovoluje přepnout se do opačného uspořádání, do role hostujícího klienta pro jiné hostitelské zařízení, např. počítač, a naopak. Například mobilní telefon může načíst z připojeného přístroje, média jako hostitel nebo se sám hlásit jako paměťové medium po připojení k PC. Obdobně spolu naváží kabelové spojení např. dva mobily.

## Charakteristika
Zařízení, které řídí spojení (např. pomocí USB) je aktivní, nadřazené, se označuje jako pán (master) nebo hostitel (anglicky: host) anebo zařízení typu A (A-Device) a zároveň dodává energii pro tuto komunikaci. To druhé, řízené, podřízené, pasivní se označuje jako sluha (slave) nebo periferie (peripheral) anebo typ B (B-Device).
USB On-The-Go tedy zavádí koncept přístroje, které může plnit obě role komunikace, jde o duální zařízení, tzv. DRD (Dual-Role Device), tj. může hrát jak roli pána (master), tak roli sluhy (slave). Kdykoliv se přístroje spojí pomocí USB a jeden z nich je přístrojem USB On-The-Go, ustaví komunikační linku. Pokud jsou dokonce obě strany spojení vybaveny USB OTG, mohou si tyto role i přepínat.
Technologií On-The-Go disponují i některé smartphony (např. iPhony řady Pro od verze 15 a vyšší).